# Челано, Карло
Карло Челано (26 февраля 1625, Неаполь — 3 декабря 1693, там же) — итальянский юрист, адвокат, научный писатель, драматург и богослов, руководивший реконструкцией церкви Санта-Реститута и оставивший описание памятников Неаполя, дополненное в конце XVII века.

## Биография
Карло Челано родился в семье врача. С детства интересовался искусством и часто гулял по городским катакомбам. Среднее образование он получил в колледже иезуитов, затем окончил юридический факультет Неаполитанского университета и стал адвокатом. Параллельно Челано стал заниматься литературой; в скором времени он был вынужден отказаться от адвокатской практики, поскольку оказался под подозрением в причастности к восстанию Мазаньелло и даже был на время арестован. Весной 1660 года поступил на церковную службу, по которой быстро продвинулся; в скором времени был назначен каноником кафедрального собора Неаполя. После землетрясения 5 июня 1688 года возглавлял комиссию по восстановлению ущерба, причинённого бедствием церкви Санта-Реститута; здание церкви было повторно открыто 24 мая 1692 года. Был знаком со многими интеллектуалами города, в их среде считался наиболее авторитетным знатоком городских древностей.
Основные работы Челано — «Delle notizie del hello, dell’antico, dol curioso della città di Napoli» (издана в 1792 году) и «Degli avanzi delle poste» (1676—1681). Эти книги представляют собой своеобразные путеводители по Неаполитанскому королевству, рассказывающие о местных нравах; вторая из них посвящена папе Иннокентию XII. Под псевдонимом Ettore Calcalona или Calcalone Челано написал несколько комедий на тосканском и неаполитанском диалектах, пользовавшихся определённым успехом: «Non é padre essendo Re» (1663); «Gli effetti della cortesia» (Рим, 1662); «Dell’amore l’ardire» (1662), «La pietà trionfante» (1662); «La forza della fedeltà» (1662); «Proteggere l’inimica» и других.